# M72 LAW

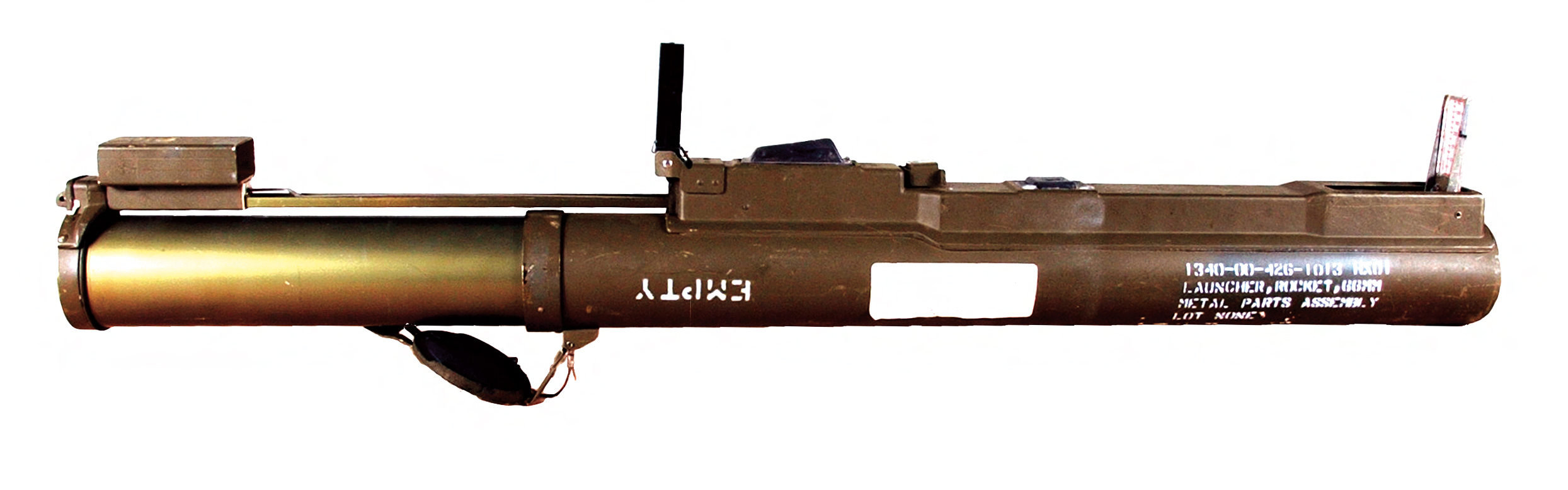
Un M72 LAW extendido y listo para ser disparado.

El M72 LAW o LAW 66 (por sus siglas en inglés: Light Anti-armor Weapon o Light Anti-tank Weapon) es un lanzacohetes antitanque de sesenta y seis milímetros, descartable y de un solo disparo, diseñado en los Estados Unidos y producido por Nammo Raufoss AS en Noruega.
En 1963 el M72 LAW fue adoptado como el arma antitanque principal del Ejército de los Estados Unidos y del Cuerpo de Marines de los Estados Unidos reemplazando a la Bazuca. Estaba pensado reemplazarlo por el FGR-27, pero en su lugar se introdujo el AT4.

## Descripción
Este tipo de arma consiste en un cohete contenido dentro de un tubo doble, uno interno y otro externo, que actúan como el lanzador. El tubo externo protege herméticamente del exterior al cohete y el mecanismo de disparo; además, es donde se encuentran el gatillo, el alza y el punto de mira. El tubo interno contiene el percutor y es extendido desde el tubo exterior cuando se va a disparar, alargando el arma. Una vez que esta acción se ha llevado a cabo, el lanzacohetes pierde sus propiedades herméticas y ya no es a prueba de agua, aunque se devuelva a su posición original.
Al disparar, no hay un empuje significativo hacia atrás. Sin embargo, cuando el cohete sale del tubo, emite gases de propulsión a temperaturas alrededor de 760 °C. Una vez fuera del tubo, la ojiva extiende seis aletas por la parte trasera para estabilizarse durante el vuelo. Una vez disparado, el M72 ya no es útil y puede ser desechado.